# HD 1801
HD 1801，又名CP-78 9，SAO 255663、HR 87，是一颗恒星，视星等为5.97，位于銀經305.04，銀緯-39.58，其B1900.0坐标为赤經0h 17m 12.7s，赤緯-77° -39.58′ 54″。